# ماموث السهوب

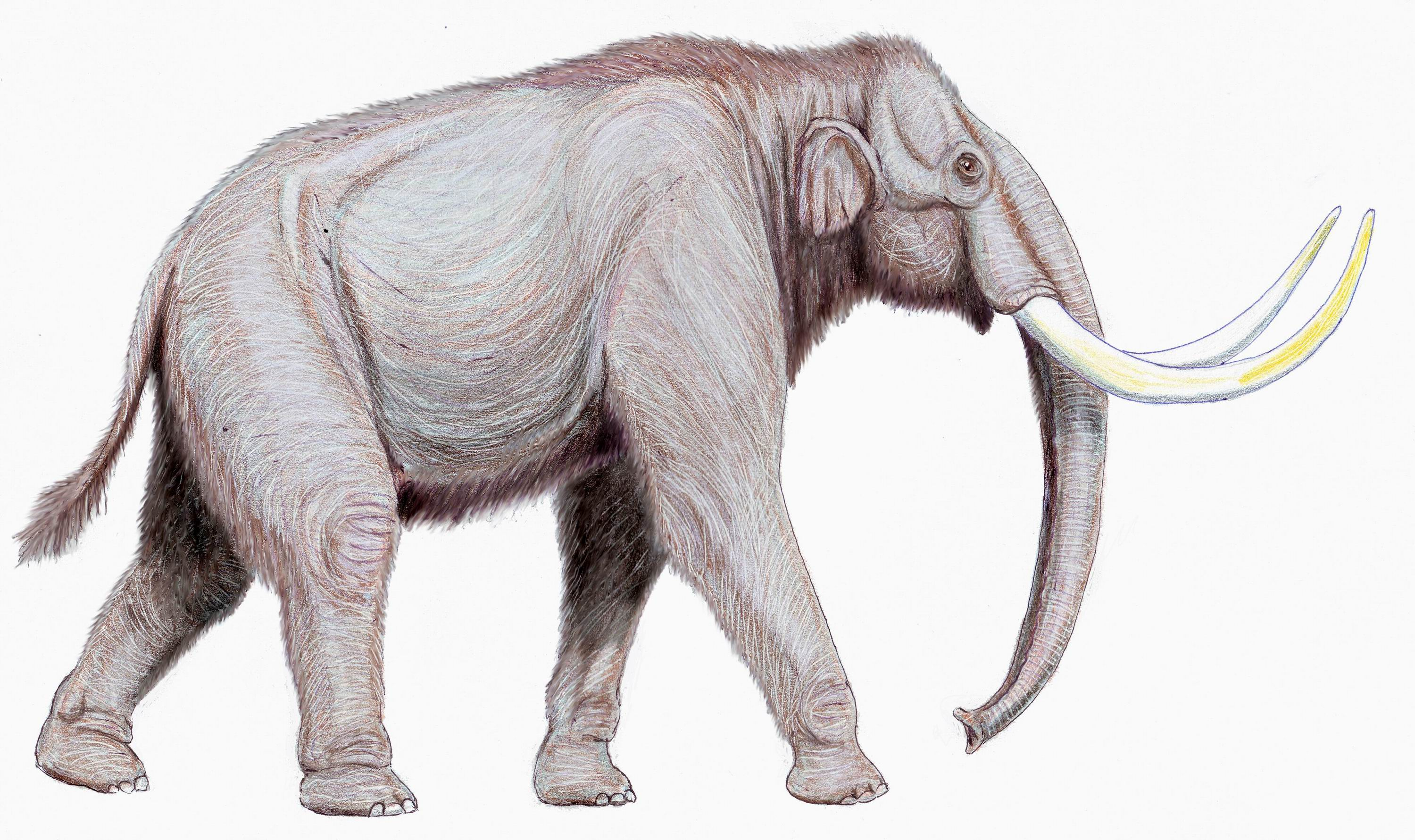
إعادة إنشاء

ماموث السهوب (Mammuthus trogontherii أو Mammuthus armeniacus) هو نوع منقرض من الفيليات، عاش في معظم شمال أوراسيا خلال البليستوسين الأوسط، منذ 600,000-370,000 سنة مضت، من المحتمل أن يكون تطور في سيبيريا خلال البليستوسين المبكر من الماموث الجنوبي، كان واحداً من أكبر أنواع رتبة الخرطوميات وقد يكون الأكبر.

## وصلات خارجية
- The Kikinda mammoth